# Marathon van Turijn 2003
De marathon van Turijn 2003 werd gelopen op zondag 13 april 2003. Het was de zeventiende editie van deze marathon. De Italiaan Daniele Caimmi kwam als eerste over de streep in 2:10.08. De Noorse Stine Larsen won bij de vrouwen in 2:27.12.

## Uitslagen

### Mannen
| rang   | naam               | land | tijd    |
| ------ | ------------------ | ---- | ------- |
| Goud   | Daniele Caimmi     | ITA  | 2:10.08 |
| Zilver | Ottaviano Andriani | ITA  | 2:11.54 |
| Brons  | Moges Taye         | ETH  | 2:12.54 |
| 4      | Josphat Chemjor    | KEN  | 2:14.28 |
| 5      | Sergey Lukin       | RUS  | 2:15.03 |
| 6      | Nelson Lebo        | KEN  | 2:15.53 |
| 7      | Patrick Ndayisenga | BDI  | 2:16.45 |
| 8      | Charles Tangus     | KEN  | 2:18.29 |
| 9      | Dube Jillo         | ETH  | 2:23.25 |
| 10     | Gian-Luigi Macina  | ITA  | 2:25.51 |

### Vrouwen
| rang   | naam                   | land | tijd    |
| ------ | ---------------------- | ---- | ------- |
| Goud   | Stine Larsen           | NOR  | 2:27.12 |
| Zilver | Maura Viceconte        | ITA  | 2:29.13 |
| Brons  | Margaret Atodonyang    | KEN  | 2:32.19 |
| 4      | Helene Willix          | SWE  | 2:39.50 |
| 5      | Nathalie Chabran       | FRA  | 2:44.26 |
| 6      | Maria Polizou          | GRE  | 2:45.00 |
| 7      | Jennifer Chesinon      | KEN  | 2:45.18 |
| 8      | Rossane Cardomone      | ITA  | 2:56.47 |
| 14     | Maria-Grazia Navacchia | ITA  | 3:13.51 |

1974 ·
1975 ·
1976 ·
1977 ·
1978 ·
1979 ·
1980 ·
1981 ·
1982 ·
1983 ·
1984 ·
1985 ·
1986 ·
1987 ·
1988 ·
1989 ·
1990 ·
1991 ·
1992 ·
1993 ·
1994 ·
1995 ·
1996 ·
1997 ·
1998 ·
1999 ·
2000 ·
2001 ·
2002 ·
2003 ·
2004 ·
2005 ·
2006 ·
2007 ·
2008 ·
2009 ·
2010 ·
2011 ·
2012 ·
2013 ·
2014 ·
2015 ·
2016 ·
2017